# فوسنی دیاوارا
فوسنی دیاوارا (انگلیسی: Fousseni Diawara؛ زادهٔ ۲۸ اوت ۱۹۸۰) بازیکن فوتبال اهل فرانسه است.
از باشگاه‌هایی که در آن بازی کرده‌است می‌توان به باشگاه فوتبال سوشو، باشگاه فوتبال پانیونیوس، باشگاه فوتبال آژاکسیو، باشگاه فوتبال ستاره سرخ، و باشگاه فوتبال سن-اتین اشاره کرد.
وی همچنین در تیم ملی فوتبال مالی بازی کرده‌است.